# Ойген Гомрінгер
Ойген Гомрінгер (нім. Eugen Gomringer, 20 січня 1925, Кашуела, Есперанса, Болівія) — німецький письменник, поет, що використовує техніку фігурних віршів, викладач університету, літературний критик швейцарсько-болівійського походження. Пише твори німецькою, іспанською, французькою та англійською мовами.

## Біографія
Ойген Гомрінгер народився 20 січня 1925 року у селі Кашуела, Есперанса (Болівія)..  Закінчив Бернський університет.
Очолює навчальний заклад Institut für Konstruktive Kunst und Konkrete Poesie (IKKP) у місті Регау (Німеччина). У період з 1977 по 1990 рік він був професором Академії мистецтв міста Дюссельдорф.

## Нагороди та премії
- Баварський орден «За заслуги»